# Sabrina Hungerbühler

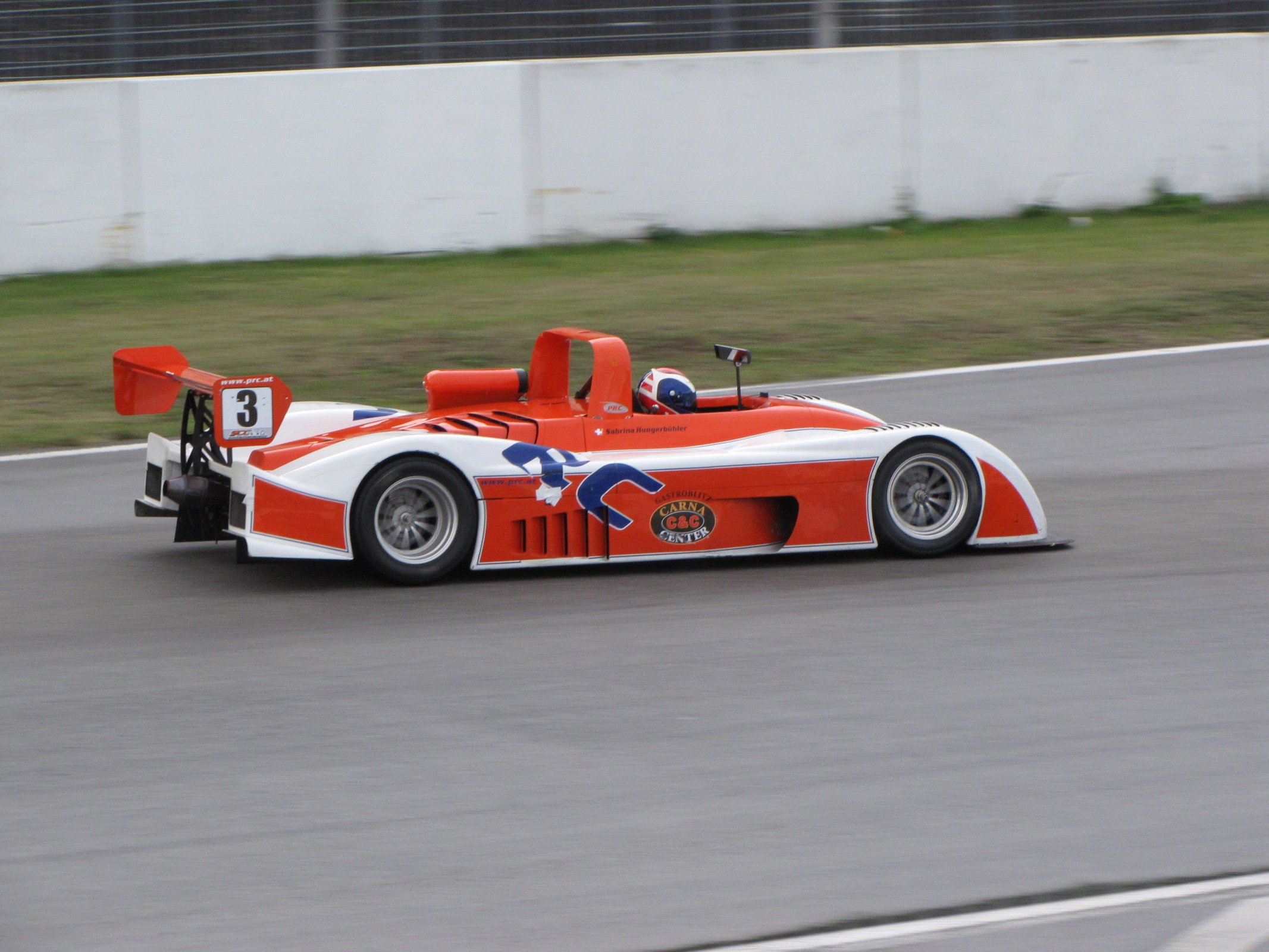
Sabrina Hungerbühler in Hockenheim 2009

Sabrina Hungerbühler (* 2. Dezember 1982 im Kanton St. Gallen) ist eine Schweizer Rennfahrerin. 
Sie begann schon sehr früh Kart zu fahren. Im Alter von 16 Jahren gelang es ihr, sich mit ihrem Talent gegenüber 600 jungen Piloten zu behaupten, und sie bekam als einzige Frau unter neun männlichen Piloten einen Platz im BMW Formel ADAC Junioren Cup. In der Saison 2005 gewann Hungerbühler als erste Frau die Interserie in der stärksten Division (Sportprototypen). Danach wechselte sie erneut zur Sports Car Challenge und wurde 2008 in den Werksfahrerkader des Herstellers Pedrazza Racing Cars aufgenommen. 2009 schloss sie die Meisterschaft als Vizemeisterin ab. Im folgenden Jahr blieb sie in der Sports Car Challenge, verunglückte mit ihrem Prototyp allerdings beim Meisterschaftslauf auf dem Circuit de Dijon-Prenois.

## Rennsport
- 1993: Beginn der Rennsportkarriere im Kartsport
- 1994: Kart-Kategorie Mini 10
- 1995: Kart-Kategorie Mini 13 als Kartwerkspilotin von Swiss Hutless
- 1996: Kart-Junioren (100-m3-Motor / 140 km/h)
- 1998: Kart-Königsklasse Formula A (als einzige Frau)
- 1999: Kart-Königsklasse Formula A
- 2000: BMW Formel ADAC (Junioren Cup)
- 2001: BMW Formel ADAC (Internationale Meisterschaft)
- 2002: BMW Formel ADAC (Austria Formel Masters)
- 2003: Euro Sports Car Challenge
- 2004: Euro Sports Car Challenge
- 2005: Formel 3000 / Interserie  (Gesamtsieg in der höchsten Kategorie als Erste Frau)
- 2006: Sports Car Challenge SCC
- 2007: Seat Leon Supercopa / Sports Car Challenge SCC und AvD 100 Meilen
- 2008: SCC-Meisterschaft / Sports Car Challenge (auf PRC/BMW 3,3L)
- 2009: Sports Car Challenge